# 中野秀紀
中野 秀紀（なかの ひでき、1981年9月27日 - ）は、日本の漫才師、お笑いタレントであり、フキノタイタンのツッコミ担当である。

## プロフィール
- 趣味：運動・園芸
- 好きな食べ物：えび
- コレクション：木と石

## 来歴
京都学園大学卒業後、トヨタ自動車に就職したが、M-1グランプリを見て漫才で人を笑わせている芸人の姿に感銘を受けてNSC入学を決意。